# Cosmarium galeritum
Cosmarium galeritum là một loài Song tinh tảo trong họ Desmidiaceae, thuộc chi Cosmarium.